# عبد الله أبريكان
عبد الله أبركان (مواليد: 5 مايو 2000)، وهو لاعب كرة قدم هولندي محترف، يلعب في مركز قلب الدفاع في الدوري الهولندي الدرجة الأولى لنادي دوردريخت.

## سيرة ذاتية
ظهر أبريكان لأول مرة في الدوري الهولندي الدرجة الأولى مع شباب أياكس في 10 سبتمبر 2018 في مباراة ضد جونق اي زد، كبديل في الدقيقة 65 عن دين سيليمونس.
في عام 2019م، وقع أبركان مع سبارتا روتردام بصفقة هواة أي غير محترف، بدأ اللعب مع فريق جونغ سبارتا الرديف في دوري الدرجة الثانية، وقد ظهر مرة واحدة مع الفريق الأول في الدوري الهولندي الممتاز في 21 ديسمبر 2019م كبديل متأخر لديرك أبيل وانتهت المباراة بالفوز 3-0 على ايه زد ألكمار.
في يناير 2020م، انضم أبركان إلى منافسيه في المدينة نادي إكسلسيور حيث وقع عقدًا حتى عام 2022م.
في 19 يناير 2023م، وقع أبركان مع نادي دوردريخت بعقد مدته ثمانية عشر شهرًا.

## وصلات خارجية
- عبدالله أبريكان على موقع قاعدة بيانات كرة القدم.إي يو (الإنجليزية)
- عبدالله أبريكان على موقع Soccerway.com (الإنجليزية)
- عبدالله أبريكان على موقع عالم كرة القدم.نت (الإنجليزية)